# Concerto pour violon de Stravinsky
Pour les articles homonymes, voir Concerto pour violon (homonymie).
C'est à la demande du violoniste américain Samuel Dushkin, qu'Igor Stravinsky entreprend la composition de son Concerto en ré majeur pour violon et orchestre. L'œuvre est créée à Berlin, le 23 octobre 1931, par Dushkin sous la direction du compositeur.
Stravinsky a choisi une forme en quatre mouvements :
1. Toccata
2. Aria I
3. Aria II
4. Capriccio.

Les deux mouvements extrêmes exigent une très grande virtuosité tant de la main gauche que de l'archet : leurs tempos vifs encadrent les deux arias centrales plus lentes. L'écriture est contrapuntique, dans le style de Jean-Sébastien Bach et brillante dans celui de Carl Maria von Weber.